# Lajta jobb parti csatorna
A Lajta jobb parti csatorna a Mosoni-síkon, a Kisalföldön ered, Ausztriában, északnyugati határában. A patak forrásától kezdve keleti irányban halad, majd Mosonmagyaróvárnál eléri a Lajtát.

## Part menti települések
- Miklóshalma
- Hegyeshalom
- Levél
- Mosonmagyaróvár